# إنارة الطوارئ
إنارة الطوارئ أو مصابيح الطوارئ هي أجهزة إضاءة تعمل بالبطارية وتضيء تلقائيًا عند انقطاع التيار الكهربائي عن المبنى.
في الولايات المتحدة، تعد مصابيح الطوارئ من المعايير القياسية في المباني التجارية الجديدة والمباني السكنية ذات الإشغال العالي، مثل مساكن الكليات والشقق والفنادق. وتتطلب معظم قوانين البناء في الولايات المتحدة تركيبها في المباني القديمة أيضًا. كانت المصابيح المتوهجة تُستخدم في الأصل في مصابيح الطوارئ، قبل أن تحل محلها المصابيح الفلورية ومصابيح ليد في وقت لاحق في القرن الحادي والعشرين.

## تاريخ
بطبيعة الحال، تم تصميم مصباح الطوارئ ليضيء عند انقطاع التيار الكهربائي. لذلك، يتطلب كل طراز نوعًا ما من نظام البطارية أو المولد الذي يمكنه توفير الكهرباء للأضواء أثناء انقطاع التيار الكهربائي. كانت أقدم النماذج عبارة عن مصابيح متوهجة يمكنها إضاءة منطقة خافتة أثناء انقطاع التيار الكهربائي وربما توفر ضوءًا كافيًا لحل مشكلة الطاقة أو إخلاء المبنى. ومع ذلك، سرعان ما أدركنا أن هناك حاجة إلى ضوء أكثر تركيزًا وإشراقًا وأطول عمرًا. توفر مصابيح الطوارئ الحديثة ضوءًا عالي الإنارة وتغطية واسعة يمكنه إضاءة منطقة بشكل جيد. بعض الأضواء مصنوعة من الهالوجين، وتوفر مصدر ضوء وكثافة مماثلة لتلك الموجودة في مصباح السيارة الأمامي.
كانت أنظمة النسخ الاحتياطي للبطارية المبكرة ضخمة، مما أدى إلى تقزيم حجم الأضواء التي توفر لها الطاقة. تستخدم الأنظمة عادةً بطاريات الرصاص الحمضية لتخزين شحنة كاملة تبلغ 120 فولت تيار مستمر. للمقارنة، تستخدم السيارة بطارية رصاص حمضية واحدة كجزء من نظام الإشعال. كانت تقنية الترانزستور أو المرحلات البسيطة تستخدم لتشغيل الأضواء وإمدادها بالبطاريات في حالة انقطاع التيار الكهربائي. وكان حجم هذه الوحدات، فضلاً عن وزنها وتكلفتها، سبباً في جعل تركيبها نادراً نسبياً. ومع تطور التكنولوجيا، انخفضت متطلبات الجهد الكهربي للأضواء، وبالتالي انخفض حجم البطاريات أيضاً. فالأضواء الحديثة لا يزيد حجمها عن حجم المصابيح نفسها، فالبطارية تتناسب بشكل جيد مع قاعدة التركيبات.

## المنشآت الحديثة

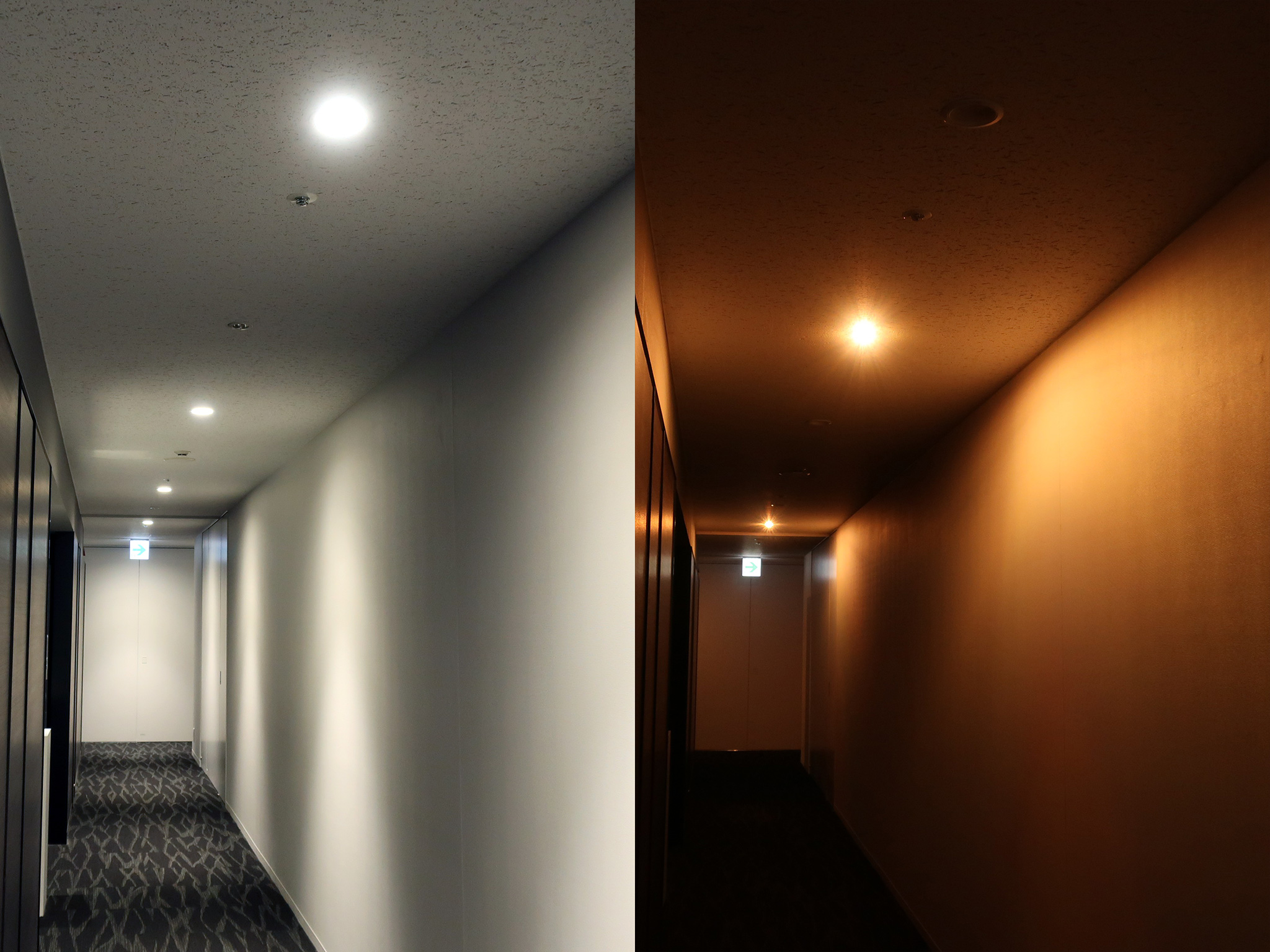
ممر تحت الإضاءة العادية (على اليسار) والإضاءة الطارئة (على اليمين)

في الولايات المتحدة، يتم تركيب الإضاءة الطارئة الحديثة في كل مبنى تجاري وسكني مرتفع الإشغال تقريبًا. تتكون الأضواء من مصباح واحد أو أكثر من المصابيح المتوهجة أو مجموعة واحدة أو أكثر من الثنائيات الباعثة للضوء عالية الكثافة (ليد). كانت رؤوس الإضاءة الطارئة إما مصابيح متوهجة محكمة الغلق من نوع بار 36 أو مصابيح ذات قاعدة إسفينية، لكن إضاءة ليد أصبحت شائعة بشكل متزايد. تحتوي جميع الوحدات على نوع من الأجهزة لتركيز وتكثيف الضوء الذي تنتجه. يمكن أن يكون هذا إما في شكل غطاء بلاستيكي فوق التركيبة، أو عاكس يوضع خلف مصدر الضوء. يمكن تدوير معظم مصادر الضوء الفردية وتوجيهها إلى المكان الذي تكون فيه الحاجة إلى الضوء أكثر في حالات الطوارئ، مثل مخارج الحريق.
عادةً ما تحتوي التركيبات الحديثة على زر اختبار من نوع ما يحاكي انقطاع التيار الكهربائي ويتسبب في تشغيل الوحدة للأضواء وتشغيلها من طاقة البطارية، حتى لو كان التيار الرئيسي لا يزال قيد التشغيل. يتم تشغيل الأنظمة الحديثة بجهد منخفض نسبيًا، عادةً من 6 إلى 12 فولت تيار مستمر. يؤدي هذا إلى تقليل حجم البطاريات المطلوبة وتقليل الحمل على الدائرة التي يتم توصيل مصباح الطوارئ بها. تتضمن التركيبات الحديثة محولًا صغيرًا في قاعدة التركيب والذي يخفض الجهد من التيار الرئيسي إلى الجهد المنخفض المطلوب للأضواء. تصنع البطاريات عادةً من الرصاص والكالسيوم، ويمكن أن تدوم لمدة 10 سنوات أو أكثر عند الشحن المستمر. تتطلب قواعد السلامة من الحرائق في الولايات المتحدة تشغيل طاقة البطارية لمدة 90 دقيقة على الأقل أثناء انقطاع التيار الكهربائي على طول مسار الخروج.

## المتطلبات والقواعد
تتطلب مدينة نيويورك أن تحمل مصابيح الطوارئ رقم تقويم يدل على الموافقة على التركيب المحلي، وتتطلب شيكاغو أن يكون لإضاءة الطوارئ لوحة معدنية، وتتطلب لوس أنجلوس تركيب علامات خروج إضافية على مسافة 18 بوصة (460 مم) من الأرضية حول الأبواب لتحديد المخارج أثناء الحريق، حيث يرتفع الدخان ويميل إلى حجب الوحدات المثبتة أعلى.
نظرًا لوجود متطلبات صارمة، فيجب اختيار إضاءة الطوارئ بعناية لضمان تلبية القواعد.
في السنوات الأخيرة، قل استخدام إضاءة الطوارئ للوحدة التقليدية ذات الرأسين، مع قيام الشركات المصنعة بتوسيع مفهوم إضاءة الطوارئ لاستيعاب ودمج إضاءة الطوارئ في الهندسة المعمارية.
قد يكون تركيب إضاءة الطوارئ إما مصدرًا احتياطيًا مركزيًا مثل مجموعة من بطاريات الرصاص الحمضية ومعدات التحكم/الشواحن التي تزود التركيبات المساعدة في جميع أنحاء المبنى، أو قد يتم بناؤها باستخدام تركيبات طوارئ مستقلة تتضمن المصباح والبطارية والشاحن ومعدات التحكم.
قد تعمل تركيبات الإضاءة الطارئة المستقلة في وضع "الصيانة" (مضاءة طوال الوقت أو يتم التحكم فيها بواسطة مفتاح) أو وضع "غير صيانة" (مضاءة فقط عندما يفشل الإمداد العادي).
تقدم بعض شركات تصنيع الإضاءة الطارئة حلول تعتيم للإضاءة الطارئة في المناطق المشتركة للسماح بتوفير الطاقة لأصحاب المباني عندما تكون غير مشغولة باستخدام أجهزة استشعار مدمجة.
طريقة شائعة أخرى لمصممي الإضاءة والمهندسين المعماريين والمقاولين هي الصابورة الاحتياطية للبطارية التي يتم تركيبها داخل أو بجوار تركيبات الإضاءة الحالية. عند استشعار فقدان الطاقة، تتحول الصابورة إلى وضع الطوارئ وتحويل الإضاءة الحالية إلى إضاءة طوارئ من أجل تلبية كل من قانون سلامة الحياة التابع لـ NFPA وقانون الكهرباء الوطني دون الحاجة إلى توصيل دوائر منفصلة أو حوامل حائط خارجية.
تنص قواعد الممارسة الخاصة بالإضاءة الطارئة المثبتة عن بُعد بشكل عام على فصل الأسلاك من مصدر الطاقة المركزي إلى مصابيح الطوارئ عن الأسلاك الأخرى، وبنائها في أنظمة كبلات وأسلاك مقاومة للحريق.
تحدد قواعد الممارسة مستويات الإضاءة الدنيا في طرق الهروب والمناطق المفتوحة. تضع قواعد الممارسة أيضًا متطلبات تحكم موقع تركيبات الإضاءة الطارئة، على سبيل المثال، تحدد قواعد الممارسة البريطانية BS5266 أنه يجب أن تكون التركيبات على مسافة أفقية تبلغ 2 متر (6 أقدام و7 بوصات) من نقطة الاتصال بإنذار الحرائق أو موقع أجهزة مكافحة الحرائق.
تتطلب قواعد الممارسة الأحدث من المصمم أن يسمح بفشل الإمداد للمبنى وفشل دائرة إضاءة فردية. تتطلب BS5266 أنه عند استخدام التركيبات غير الخاضعة للصيانة، يجب إمدادها من نفس الدائرة النهائية مثل دائرة الإضاءة الرئيسية في المنطقة.

## معلومات خاصة بالمملكة المتحدة
اختبار أضواء الطوارئ، أو امتثال إضاءة الطوارئ (ELC)، هو عملية التأكد من أن أضواء الطوارئ في حالة عمل جيدة ومتوافقة مع لوائح السلامة. يتضمن هذا عادةً اختبارات شهرية وسنوية، بالإضافة إلى الصيانة الدورية واستبدال البطاريات والمصابيح. يعد اختبار أضواء الطوارئ مهمًا لضمان أن أضواء الطوارئ ستكون قادرة على توفير إضاءة كافية في حالة انقطاع التيار الكهربائي أو أي موقف طارئ آخر.
وفقًا لقانون السلامة من الحرائق البريطاني، يجب إجراء تقييم كامل للنظام سنويًا واختباره مرة واحدة على الأقل شهريًا. تخدم إضاءة الطوارئ أغراضًا متعددة: إضاءة المسارات لسكان المبنى للهروب من المواقف الخطرة، بالإضافة إلى مساعدة الأفراد على اكتشاف معدات مكافحة الحرائق القريبة في حالات الطوارئ.